# 2-アミノジリン
2-アミノジリン(2-aminodilin、2-AD)または2-アミノ-1,2-ジヒドロナフタレン(2-Amino-1,2-dihydronaphthalene、2-ADN)は、精神刺激薬である。フェニルイソブチルアミンのアナログであり、ラットの識別テストにおいてアンフェタミンの代替として用いられるが、強さは約4分の1である。やはりアンフェタミンの代替として用いられる2-アミノテトラリンの非常に近縁で、これと比べると約2倍の強さである。